# Lüttich–Bastogne–Lüttich 1986
Lüttich–Bastogne–Lüttich 1986 war die 71. Austragung von Lüttich–Bastogne–Lüttich, eines eintägigen Straßenradrennens. Es wurde am 20. April 1986 über eine Distanz von 252 km ausgetragen. Sieger des Rennens wurde Moreno Argentin im Sprint einer Vierer-Gruppe vor Adrie van der Poel und Dag Erik Pedersen.

## Teilnehmende Mannschaften
| Profi-Radsportteams (22)- Reynolds - Roland-Van de Ven - RMO-Cycles Méral-Mavic - Skala-Skil - Fagor - Gis Gelati-Oece - Système U - La Vie claire-Radar - Fangio-Lois - Kas - Del Tongo-Colnago - Cilo-Aufina-Gemeaz Cusin - Supermercati Brianzoli-Essebi - Sammontana-Bianchi - Kwantum Hallen-Decosol - Ariostea-Gres - Hitachi-Marc - PDM-Ultima-Concorde - Lotto-Emerxil-Merckx - Malvor-Bottecchia - Peugeot-Shell - Panasonic-Merckx-Agu |
| |

## Ergebnis
| \| Gesamtwertung \| Gesamtwertung \| Gesamtwertung \| Gesamtwertung \| Gesamtwertung \| \| Fahrer \| Fahrer \| Land \| Team \| Zeit \| \| ------------- \| -------------------------- \| ------------- \| ------------------------ \| --------------- \| \| 1. \| Moreno Argentin \| Italien \| Sammontana-Bianchi \| 6 h 41 min 21 s \| \| 2. \| Adrie van der Poel \| Niederlande \| Kwantum Hallen-Decosol \| + 0 s \| \| 3. \| Dag Erik Pedersen \| Norwegen \| Ariostea-Gres \| + 0 s \| \| 4. \| Claude Criquielion \| Belgien \| Hitachi-Marc \| + 0 s \| \| 5. \| Steven Rooks \| Niederlande \| PDM-Ultima-Concorde \| + 20 s \| \| 6. \| Marc Sergeant \| Belgien \| Lotto-Joker \| + 20 s \| \| 7. \| Jean-Philippe Vandenbrande \| Belgien \| Hitachi-Marc \| + 44 s \| \| 8. \| Roberto Pagnin \| Italien \| Malvor-Bottecchia \| + 44 s \| \| 9. \| Hubert Seiz \| Schweiz \| Hitachi-Marc \| + 55 s \| \| 10. \| Heinz Imboden \| Schweiz \| Cilo-Aufina-Gemeaz Cusin \| + 1 min 00 s \| |                            |             |                          |                 |
| |                            |             |                          |                 |
| |                            |             |                          |                 |
| Gesamtwertung |                            |             |                          |                 |
| Fahrer | Fahrer                     | Land        | Team                     | Zeit            |
| 1. | Moreno Argentin            | Italien     | Sammontana-Bianchi       | 6 h 41 min 21 s |
| 2. | Adrie van der Poel         | Niederlande | Kwantum Hallen-Decosol   | + 0 s           |
| 3. | Dag Erik Pedersen          | Norwegen    | Ariostea-Gres            | + 0 s           |
| 4. | Claude Criquielion         | Belgien     | Hitachi-Marc             | + 0 s           |
| 5. | Steven Rooks               | Niederlande | PDM-Ultima-Concorde      | + 20 s          |
| 6. | Marc Sergeant              | Belgien     | Lotto-Joker              | + 20 s          |
| 7. | Jean-Philippe Vandenbrande | Belgien     | Hitachi-Marc             | + 44 s          |
| 8. | Roberto Pagnin             | Italien     | Malvor-Bottecchia        | + 44 s          |
| 9. | Hubert Seiz                | Schweiz     | Hitachi-Marc             | + 55 s          |
| 10. | Heinz Imboden              | Schweiz     | Cilo-Aufina-Gemeaz Cusin | + 1 min 00 s    |